# إداومطاط (تدرارت)
إداومطاط هي إحدى مشيخات المملكة المغربية، تتبع جغرافيا لعمالة أكادير إدا وتنان وإداريًا لتدرارت. يقدر عدد سكانها بـ 1646 نسمة حسب الإحصاء الرسمي للسكان والسكنى لسنة 2004.